# 재벌집 막내아들
《재벌집 막내아들》은 2022년 11월 18일부터 2022년 12월 25일까지 방송했던 JTBC 금토일 드라마로 산경 작가의 동명 웹소설을 극화해 드라마 속 극적 요소만을 골라서 만든 프로그램이었다.

## 프로그램 소개
재벌 총수 일가의 오너리스크를 관리하는 비서가 자신이 관리하던 재벌가의 막내 아들로 회귀해 인생 2회차를 사는 판타지 드라마

## 제작진

### 제작사
- SLL
- 래몽래인
- 재벌집 막내아들 문화산업전문회사

### 제작
- 박성은(SLL)
- 김동래(래몽래인)

### 극본
- 김태희 : KBS 2TV 수목 드라마 《위대한 유산》(공동 집필), KBS 2TV 《KBS 드라마시티 - 이중장부 살인사건》(집필), KBS 2TV 대하 드라마 《대왕 세종》(공동 집필), KBS 2TV 월화 드라마 《성균관 스캔들》(집필), KBS 2TV 월화 드라마 《뷰티풀 마인드》(집필), tvN 월화 드라마 《60일, 지정생존자》(집필) 집필
- 장은재

### 연출
- 정대윤 : MBC TV 《MBC 드라마 페스티벌 - 나야, 할머니》 (연출), MBC 수목 드라마 《더킹 투하츠》(공동 연출), MBC 수목 드라마 《아랑사또전》(공동 연출), MBC TV 《MBC 드라마 페스티벌 - 불온》(연출), MBC 수목 드라마 《그녀는 예뻤다》(연출), MBC 수목 드라마 《W》(연출), MBC 수목 드라마 《로봇이 아니야》(연출) 연출

## 시청률
최저 시청률과 최고 시청률은 시청률 조사회사와 지역별로 시청률에 차이가 있을 수 있습니다.
| 시즌 | 시즌 | 에피소드 번호 | 에피소드 번호 | 에피소드 번호 | 에피소드 번호 | 에피소드 번호 | 에피소드 번호 | 에피소드 번호 | 에피소드 번호 | 에피소드 번호 | 에피소드 번호 | 에피소드 번호 | 에피소드 번호 | 에피소드 번호 | 에피소드 번호 | 에피소드 번호 | 에피소드 번호 | 에피소드 번호 | 평균 |
| 시즌 | 시즌 | 1             | 2             | 3             | 4             | 5             | 6             | 7             | 8             | 9             | 10            | 11            | 12            | 13            | 14            | 15            | 16            | 17            | 평균 |
| ---- | ---- | ------------- | ------------- | ------------- | ------------- | ------------- | ------------- | ------------- | ------------- | ------------- | ------------- | ------------- | ------------- | ------------- | ------------- | ------------- | ------------- | ------------- | ---- |
|      | 1    | 1.394         | 2.174         | 2.669         | 2.663         | 3.528         | 3.692         | 3.851         | 4.653         | 3.887         | 4.316         | 5.064         | 4.536         | 5.307         | 6.248         | 5.829         | 6.277         | 미정          | 미정 |

| 2022년     | 2022년    | 2022년         | 2022년       | 2022년 |
| 회차       | 방송일    | AGB 시청률     | AGB 시청률   |        |
| 회차       | 방송일    | 대한민국(전국) | 서울(수도권) |        |
| ---------- | --------- | -------------- | ------------ | ------ |
| 제1회      | 11월 18일 | 6.058%         | 6.723%       |        |
| 제2회      | 11월 19일 | 8.845%         | 9.824%       |        |
| 제3회      | 11월 20일 | 10.826%        | 11.713%      |        |
| 제4회      | 11월 25일 | 11.800%        | 13.153%      |        |
| 제5회      | 11월 26일 | 14.758%        | 16.195%      |        |
| 제6회      | 11월 27일 | 14.880%        | 16.507%      |        |
| 제7회      | 12월 3일  | 16.102%        | 18.026%      |        |
| 제8회      | 12월 4일  | 19.449%        | 21.766%      |        |
| 제9회      | 12월 9일  | 16.995%        | 19.512%      |        |
| 제10회     | 12월 10일 | 18.337%        | 20.515%      |        |
| 제11회     | 12월 11일 | 21.137%        | 23.858%      |        |
| 제12회     | 12월 16일 | 19.817%        | 22.178%      |        |
| 제13회     | 12월 17일 | 22.456%        | 24.370%      |        |
| 제14회     | 12월 18일 | 24.936%        | 26.949%      |        |
| 제15회     | 12월 24일 | 25.032%        | 28.164%      |        |
| 제16회     | 12월 25일 | 26.948%        | 30.101%      |        |
| 스페셜 1부 | 12월 31일 | %              | %            |        |

## 수상
- 2023년 제35회 한국 PD대상 드라마 부문 작품상 TV(정대윤)
- 2023년 제59회 백상예술대상 TV 부문 남자 최우수 연기상(이성민)
- 2023년 방송통신위원회 방송 대상 최우수상
- 2023년 제18회 서울 드라마 어워즈 미니 시리즈 부문 작품상
- 2023년 제18회 서울 드라마 어워즈 한류 드라마 부문 연기자상(이성민)
- 2023년 제14회 코리아 드라마 어워즈 KDF상(정희태)

## 참고 사항
- 송중기, 김태희 작가는 KBS 2TV 월화 드라마 《성균관 스캔들》 이후 12년 만에 다시 만났다.
- 조한철, 송중기는 tvN 토일 드라마 《빈센조》 이후 1년 만에 다시 만나 캐스팅 됐다.
- 김정난, 정혜영은 JTBC 토일 드라마 《설강화 : snowdrop》 이후 10개월 만에 다시 만나 캐스팅 됐다.
- 박혁권, 송중기는 SBS 수목 드라마 《뿌리깊은 나무》 이후 11년 만에 다시 만나 캐스팅 됐다.
- 해당 프로그램에 나오는 화면은 레터박스로 자료 화면에 1987년 이후[4] 실제 뉴스를 삽입돼 필러박스로 구성됐다.
- 넷플릭스와 독점 계약으로 아시아, 태평양, 유럽, 아메리카 등 전 세계 50여개 국에서 동시 공개한 바 있다.

## 같이 보기
- 대한민국의 텔레비전 드라마 목록 (ㅈ)
- 2022년 대한민국의 텔레비전 드라마 목록